# My Husband's Lover
My Husband's Lover est une série télévisée des Philippines diffusée sur GMA Network en 2013.

## Synopsis
Lally, jeune fille vivant seule avec sa mère après le départ de son père et de sa sœur, est étudiante à l'université et y rencontre Vincent, fils unique d'une famille traditionnelle et aisée. C'est le coup de foudre et Lally tombe enceinte peu après. Ils décident alors de se marier même s'ils ne se sentent pas prêts.  
Les mères des jeunes mariés sont opposées à ce mariage. La mère de Lally chasse celle-ci de la maison car elle est forcée d'arrêter ses études. Et la mère de Vincent mène la vie dure à sa belle fille qui vient d'un milieu bien plus modeste. Heureusement Lally peut compter sur l'appui de son beau-père, général à la retraite.. 
Mais lorsqu'elle tombe enceinte de leur deuxième enfant, Lally voit que Vincent devient de plus en plus distant. En fait, il est bisexuel et vient de revoir son grand amour de jeunesse, Eric. Entre son couple qu'il tient à préserver, ses enfants qu'il adore, sa mère toujours à cheval sur le « qu'en-dira-t-on ? », son père et son oncle ouvertement homophobes, et sa relation avec Eric qu'il veut à tout prix cacher aux yeux de tous, Vincent aura bien du mal à vivre sa double vie...

## Accueil
La série est considérée comme un succès : l'audience de son pilote monte jusqu'à 22,8%. 
La presse internationale parle d'une représentation « mûre, nuancée et honnête » de ses personnages homosexuels.